# あさイチ
『あさイチ』（ローマ字表記: asaichi）は、2010年3月29日からNHK総合で放送されている朝の生活情報番組である。

## 概要
NHK総合では1962年4月2日以来48年間、8時15分 - 8時30分に『連続テレビ小説』を放送。その後『NHKニュース』「生活情報番組」を放送したが、NHKの調査によると出勤時間が早まっていることが判明した。
そこで、2010年3月29日から『NHKニュースおはよう日本』を8時で終了させ、直後の8時 - 8時15分に朝ドラを移行。前番組『生活ほっとモーニング』などを終了させ、朝ドラ直後の8時15分 - 9時54分に当番組を編成した。
基本的には生放送であるが、高校野球の期間などには収録放送となることがある（#休止および短縮を参照）。また、ゴールデンタイムに特別版を放送することもある。
公式サイトでは当番組を「大型情報番組」と位置付け、生活情報が中心であった『生活ほっとモーニング』に対し、当番組では民放のワイドショーでも扱う政治・社会問題や芸能娯楽情報も取り上げ「生活者の視点から掘り下げる」を標語とした。
ターゲットはNHK離れが進んだ40代の主婦で、スタッフの約半数を女性として「女性のニーズ」を汲み上げる番組を目指し、番組名については「1番欲しい情報が詰まった“市場”のような活気のある番組にしたい」との願いが込められているとの説明がされた。

NHKは番組立ち上げに当たり、同じ生活情報番組でほぼ同時間帯にTBSテレビで放送された『はなまるマーケット』（1996年9月30日 - 2014年3月28日）のスタッフを制作会社ごと引き抜き（いわゆるヘッドハント）、同番組の手法を取り入れ、番組制作を行っている。
初代司会には『はなまるマーケット』の司会者・薬丸裕英がかつて所属していたジャニーズ事務所の現役所属者・井ノ原快彦（当時V6）を起用した。
冒頭では、朝ドラを観た出演者がその感想を述べることがある（#朝ドラ受けを参照）。
8時台終盤には女性キャスターから9時の『NHKニュース』への振りコメントが述べられる。また、9時の『NHKニュース』終了時には担当アナウンサーが「引き続き『あさイチ』をご覧ください」と言って締めるほか、その際画面下部に「ニュースのあとも あさイチ」とテロップを表示する。初期ではキャスター陣がニュースを担当するアナウンサーにニックネームで呼び掛ける場面も見られたほか、稀に9時の『NHKニュース』と連動演出も行われる。
2011年10月31日 - 11月4日（3日は祝日のため休止）には全編福島県から「あさイチ福島キャラバン」として、会津若松市・いわき市・福島市・下郷町から中継。東日本大震災（東北地方太平洋沖地震）復興支援の一環として放送した。
番組内では共演者のことを愛称で呼ぶことも多い。リアルタイム字幕放送でも出演者が話し始めるときにも愛称を表示する（例：井ノ原→「イノッチ⇒」等）。
スタジオバックにはカラフルなタオルが置かれている。たくさんあるが、視聴者からのメールで井ノ原が確認したところ、実際は1枚のタオルを波立たせて窪みを付け、畳んで置いてあるように見せていることが明らかになった。2016年1月4日からスタジオセットをリニューアルした。
2014年2月3日からテロップを変更した。
2016年11月1日から番組のInstagramを開始。
2017年3月30日にスタジオのマイナーチェンジ、テーマソングの一新、テロップ類のリニューアルが行われた。
2018年4月2日にスタジオセット・テーマソングの一新、テロップ類のリニューアルが行われた。
2020年3月30日からオープニングの出演者紹介のテロップの名前のローマ字表記が姓→名の順に変更された。
2022年3月29日にスタジオセット・テーマソングの一新、テロップ類のリニューアルが行われた（華丸・大吉・鈴木奈穂子がMCになってからは初めて）。
2024年1月1日に発生した令和6年能登半島地震に伴い、同月12日から6月28日までBS103チャンネル（旧NHK BSプレミアム）で『総合テレビ（石川県内）同時放送』としてサイマル放送を実施した。
2024年3月26日の19時30分 - 20時42分に「あさイチ☆ゴールデン」のタイトルで特別番組を生放送。ゲストは有吉弘行、YOU、磯山さやか。
2025年3月31日からテロップを変更した。

### 休止および短縮・拡大
祝日、年末年始（2024年度は12月30日 - 1月3日）、全国高等学校野球選手権大会（夏の高校野球）の期間中は、おおむね全面休止となる。
国会中継のある日や、選抜高等学校野球大会（春の高校野球）の期間中は、8時台のみの短縮放送となる。
8月6日は広島平和記念式典の中継があるため、繰り下げ短縮放送となる（2024年は9時5分開始）。
夏季オリンピックと高校野球との兼ね合いで休止が長期化することもある。
当番組の放送時間帯が政見放送に充てられることがあり、部分的、あるいは地域により全面休止となる。また、衆議院議員総選挙または参議院議員通常選挙投票日の翌日は、選挙戦の様子を伝える『列島ドキュメント』を放送するため全面休止となることがある。
台風・地震などの自然災害発生時など、放送中に重大ニュースが入った場合は、その関連ニュースを挿入して予定の内容を一部割愛することがあり、状況によっては全面休止となることもある。
前述の事情により朝ドラを休止した場合、翌放送日の8時15分 - 8時30分が代替放送枠に充てられるため、8時30分 - 9時54分（『みんなの体操』を休止し、10時まで放送されることもある）の繰り下げ短縮放送となる。
東日本大震災直後の回で10:30まで延長したこともある。

### キャラクター

#### ぶーちゃん
初期において、スタジオに当番組のマスコットキャラクターとしてミニブタを出演させた（出演者の後ろに居させたこともある）。視聴者投票によりぶーちゃんに名前が決まった（4月30日の放送で4つの候補からワンセグとデータ放送による視聴者投票で決定）。
しかし、宮崎県における口蹄疫の流行の影響により、5月半ばごろから出演が見合わせられた（出演中断中の2010年6月17日の放送で近況が報告された）。8月23日をもって復帰。口蹄疫終息を待って成長したブタになって戻ってきたが、後に出演しなくなった。

#### ぶたまん
上記のぶーちゃんに代わる形でブタをモデルとした「ぶたまん」が登場した。その名残で出演陣からはぶーちゃんと呼ばれていた。
見た目は肉まんにブタの顔を付けたもので、通常は胴体らしき部分はないが、毎週木曜日の「JAPAなび」のスーパーマーケットなどを訪問するコーナーでは、下に赤いマントのようなものを巻いて登場する（スタジオにも登場し、井ノ原などと絡むときがあった）ブタであることから、豚肉やブタを使用した商品を見るとショックを受けて悲しがった。
なお、このときのぶたまんの声の主は声優の一龍斎貞友であった（これ以外の曜日のコーナーでは無言）。9時の『NHKニュース』終了後にテーマに沿った装飾を施された以外に、毎週火曜日の「スゴ技Q」の解答受付中にはイラストによる数色のぶたまんが登場した。
2014年8月11日と12月27日の特別版「夜だけど…あさイチ」では、ぶたまんならぬ「ぶたコウモリ」が登場した。2016年3月31日をもって「JAPAなび」から引退し、マスコットとして続投した。

#### あんまんちゃん
上記のぶたまんに代わる形で2016年4月7日から登場した。顔があんまんの形で、頭部にリボンを付け、エプロンのような胴体をしていたが、ぶたまんと違って両手があった。
声は一龍斎が続投した（初回放送で井ノ原らから「ぶーちゃんと声が同じじゃないか？」と指摘を受けた）。友人である前任のぶたまんと同様、JAPA-NAVIで日本各地に出向いた。
2022年3月31日からの「愛でたいニッポン」に模様替えを機に、とりっぷさんにバトンタッチした。

#### とりっぷさん
2022年3月31日からの「愛でたいニッポン」で登場。黄色い嘴の青い鳥であんまんちゃんに代わって日本各地に出向く（現地に出向かずにスタジオ撮影との合成のときもある。）声は一龍斎が続投する。

#### カエルくん
2021年3月30日から登場。担当コーナーは主に「解決!生活のミカタ」に登場し、声は声優の梶裕貴が担当。

### 気象予報字幕（天気ループ）
「天気ループ」がNHK首都圏放送センターやNHK大阪放送局など一部の地域で表示される（年度途中から採用した地域もある）。
天気ループは『NHKニュースおはよう日本』でも表示される（気象情報の時は消去）が、当番組の前、朝ドラの時間中（8時 - 8時15分）は一旦消去する。
東海地方（愛知・岐阜・三重）ではチャンネルをNHK総合に合わせると、間を開けて天気ループがデータ画面として時刻の下に表示されるようになっており、リモコンボタンの操作で消去ならびに復帰できるようになっている。ただし、双方向実施日は中止し、常時表示する形態にしている。
一方、北海道など一部の地域とNHKワールド・プレミアムでは天気ループの表示を行っていない。
2017年度に『NHKニュースおはよう日本』がリニューアルした際に天気ループが時刻表示（カスタムフォント）の横に移動したため、当番組の天気ループも同じ位置に移動した。

### 視聴者からの投稿
放送内容への感想や当日のテーマなどについて、視聴者からファクシミリと電子メールによる投稿を募っており、放送中に紹介するが、番組内でのVTR内容や出演者の言動に対して批判的な意見・指摘も多々寄せられ、このような意見も番組内で紹介されることがある。出演者に対し「無茶ぶり」を要求する投稿も紹介される。
また、2011年11月17日には、番組冒頭・第2部開始時、エンディング間際に番組に対する意見・感想を有働が複数紹介した。
後に当日のテーマにちなんだサブテーマも設定「ちなんでファックス」という名称で放送中に投稿を募集している。その他、視聴者からの朝ドラの内容に関する投稿も紹介されることがある。
終盤の料理コーナー開始後、女性キャスターはスタジオ隅に移動しスタッフと共にエンディングで読む投稿の紹介を行う。

### 視聴率
2010年秋 - 2018年3月の週平均視聴率は、第1部10%程度、第2部5%以上、平均8%程度でそれぞれ推移しており、2018年3月まで民放各局のワイドショーを抑え同時間帯の1位を独走。高視聴率については、朝ドラとの連続視聴者の多さや番組内容の好評ぶりが要因との向きがある。週間視聴率調査の「教育・教養・実用」部門で1位となることもあったほか、2013年12月第2週では初めて5回全て視聴率週間ランキングトップ25位内ランクインを果たした。
当番組開始以前（1995年4月3日 - 2010年3月19日）の平日8時台・9時台は『NHKニュースおはよう日本』（8時13分終了）→番組宣伝→朝ドラ→『NHKニュース』→『生活ほっとモーニング』となっており、朝ドラ開始繰り上げ・当番組立ち上げとしたことで、視聴率を下げる原因となっていた『NHKニュースおはよう日本』8時台が廃止され、また8時30分 - 8時35分の『NHKニュース』が当番組に内包されたことで流れが良くなり、朝ドラと当番組の視聴率が安定したとの見方もある。
キャスター陣を交代した2018年度から一時期、視聴率が低下傾向となり、同年4月・5月には民放1位であるテレビ朝日『羽鳥慎一モーニングショー』に時間帯1位の座を奪われた。
同年6月ごろから再び安定、前年並みの10 - 12%程度で推移し、時間帯1位に返り咲いた。
2020年中期以降、7 - 9%台に再び低下し『モーニングショー』に1位を奪われる日が増えた。
2020年11月以降は、ビデオリサーチの週間高世帯視聴率番組で10%を大きく超えており、時間帯1位を『モーニングショー』と分け合っている。同年以降、時間帯年間1位を『モーニングショー』に譲っている。
2025年5月28日には『モーニングショー』に勝利し、時間帯1位を獲得した。以後も『モーニングショー』を抜いて時間帯1位を獲得することも多い。

## 出演者

### 現在

#### メインキャスター
- 博多華丸・大吉 （2018年4月2日 - ）[47]
  - 2代目キャスター。番組の進行を担当する[注 19][48]。
  - 改正・新型インフルエンザ等対策特別措置法32条に基づく新型コロナウイルス感染症（COVID-19）緊急事態宣言が発令された2020年4月から5月26日までは、それぞれ別の場所（自宅ではない）から中継する形で出演。
- 鈴木奈穂子（NHKアナウンサー）（2021年3月30日 - ）
  - 3代目キャスターに就任。番組の進行を担当する[注 20][49][注 21]。

#### サブキャスター
- 駒村多恵（2012年4月 - 、タレント）[注 22]

#### リポーター
特記のない場合はNHKアナウンサー（不定期ではあるが、記者が担当することもある）。
『生活ほっとモーニング』まではアナウンサーがレポーターをする場合は「○○アナウンサー」と字幕表示されていたが、当番組はアナウンサーの敬称は省略され、代わって氏名の上に簡単なフレーズ（メッセージ）が入っている（東京アナウンス室・首都圏センター・日本語センター以外の放送局のアナウンサーの場合は「○○局（例：大阪放送局の場合は「大阪局」）→NHK〇〇（例：名古屋放送局の場合は「NHK名古屋」）」表記も追加される）。
レポート項目が重大事件・事故の場合は前述のフレーズ表示無し、もしくは単にレポーター表記のみのこともある（いずれの場合もVTRではアナウンサーの場合アナウンサー表記がある）。華丸・大吉・近江時代になってからは、通常の内容でもフレーズが入らないことが多くなった。
- 浅井理（2021年4月8日 - ）
- 安部みちこ（2023年4月 - ）
- 鈴木遥（2024年4月 - ）[注 24]
- 森田茉里恵（2024年4月 - ）
- 瀬田宙大（2025年4月 - ）
- 向井一弘　（2025年7月～）
- 寺門亜衣子（2025年4月 - ）
- 安藤佳祐（2025年4月 - ）
- 地域中継リポーター（2023年4月10日 - 。「いまオシ！LIVE」週替わりで出演）
  - 大河内惇（北海道。旭川局所属）
  - 岩﨑果歩（東北。仙台局所属）
  - 土田翼（東海。名古屋局所属）
  - 鈴木貴彦（北陸。金沢局所属）
  - 鹿島綾乃（近畿。大阪局所属）
  - 河畑達子（山陽。岡山局所属）
  - 市来秋果（山陰。鳥取局所属）
  - 都倉悠太（四国。松山局所属）
  - 道上美璃（九州・沖縄。福岡局所属）
- 篠山輝信（俳優、タレント）（2010年度 - ）※スタート時「産直LIVE」リポーターをしていたが、コーナー卒業後、不定期で東北や沖縄のレポートを担当している。
- 副島淳（俳優、タレント）（2017年4月4日 - ）
- 馬場典子（フリーアナウンサー。元日本テレビ）（2018年7月4日 - ）

#### 気象キャスター
- 池田沙耶香

### 過去

#### メインキャスター
- 井ノ原快彦（当時V6/20th Century）（歌手、タレント）[52]（2010年3月29日 - 2018年3月30日）
  - 初代メインキャスター。番組の進行を担当。
  - NHKが当該時間帯の情報番組のメインに職員以外を起用することは史上初[53]。
- 有働由美子（当時NHKアナウンサー。降板翌日付でNHK退職）（2010年3月29日 - 2018年3月30日）
  - 初代メインキャスター。番組の進行を担当。
- 柳澤秀夫（当時NHK解説委員）（2010年3月29日 - 2018年3月30日）
  - 初代キャスター。コメンテーター・解説を担当。
  - 解説委員長を務めた一時期は不定期出演となっていた。レギュラー第2期では「プレミアムトーク」実施日のみ原則出演しなかった。
  - 柳澤の不在時は原則として井ノ原・有働（もしくは代理キャスター）のみで進行された。
- 近江友里恵（当時NHKアナウンサー。2021年3月31日付でNHK退職）（2018年4月2日 - 2021年3月5日）[54][55]
  - 2代目キャスター。番組の進行を担当[注 25]。

#### 歴代リポーター
| 2010年4月  | 2011年3月  | 廣田直敬   | 内藤裕子   | 石井かおる | 松田利仁亜 | 小林孝司   |            |            |          |
| 2011年4月  | 2011年5月  | 廣田直敬   | 内藤裕子   | 石井かおる | 松田利仁亜 | 小林孝司   | 田代杏子   |            |          |
| 2011年6月  | 2012年2月  | 中谷文彦   | 内藤裕子   | 藤井彩子   | 松田利仁亜 | 小林孝司   | 田代杏子   |            |          |
| 2012年4月  | 2012年7月  | 中谷文彦   | 内藤裕子   | 黒田信哉   | 松田利仁亜 | 小林孝司   | 高橋さとみ |            |          |
| 2012年8月  | 2013年3月  | 中谷文彦   | 塚原泰介   | 黒田信哉   | 松田利仁亜 | 山田大樹   | 高橋さとみ |            |          |
| 2013年4月  | 2014年3月  | 中谷文彦   | 塚原泰介   | 中村慶子   | 寺門亜衣子 | 山田大樹   | 近藤泰郎   |            |          |
| 2014年4月  | 2015年3月  | 中谷文彦   | 塚原愛     | 中村慶子   | 三輪秀香   | 山田大樹   | 近藤泰郎   | 瀬田宙大   |          |
| 2015年4月  | 2015年5月  | 中谷文彦   | 塚原愛     | 西堀裕美   | 三輪秀香   |            | 近藤泰郎   | 瀬田宙大   |          |
| 2015年6月  | 2016年3月  | 中谷文彦   | 石井かおる | 西堀裕美   | 三輪秀香   |            | 近藤泰郎   | 瀬田宙大   |          |
| 2016年4月  | 2017年3月  | 中谷文彦   | 古野晶子   | 雨宮萌果   | 三輪秀香   | 佐藤俊吉   |            | 瀬田宙大   |          |
| 2017年4月  | 2017年5月  | 佐々木彩   | 古野晶子   | 雨宮萌果   |            | 佐藤俊吉   |            | 瀬田宙大   |          |
| 2017年6月  | 2018年3月  | 佐々木彩   | 古野晶子   | 雨宮萌果   | 遠藤亮     | 佐藤俊吉   |            | 瀬田宙大   |          |
| 2018年4月  | 2018年6月  | 千葉美乃梨 | 古野晶子   | 雨宮萌果   | 遠藤亮     | 田村直之   | 森田洋平   | 魚住優     |          |
| 2018年7月  | 2019年3月  | 千葉美乃梨 |            | 雨宮萌果   | 遠藤亮     | 田村直之   | 森田洋平   | 魚住優     |          |
| 2019年4月  | 2019年5月  | 千葉美乃梨 | 上條倫子   | 松岡忠幸   | 遠藤亮     | 田村直之   | 森田洋平   |            |          |
| 2019年6月  | 2019年10月 | 千葉美乃梨 | 小林孝司   | 松岡忠幸   | 橋本奈穂子 | 田村直之   | 森田洋平   |            |          |
| 2019年11月 | 2020年3月  |            | 小林孝司   | 松岡忠幸   | 橋本奈穂子 | 田村直之   | 森田洋平   |            |          |
| 2020年4月  | 2021年3月  | 石井隆広   | 小林孝司   | 松岡忠幸   | 中川安奈   | 保里小百合 | 森田洋平   |            |          |
| 2021年4月  | 2022年3月  | 石井隆広   | 小林孝司   | 浅井理     | 中川安奈   | 上條倫子   | 森花子     | 矢崎智之   |          |
| 2022年4月  | 2023年3月  | 石井隆広   | 小林孝司   | 浅井理     | 中川安奈   | 上條倫子   | 森花子     | 矢崎智之   | 宮崎大地 |
| 2023年4月  | 2023年6月  | 浅野里香   | 小林孝司   | 浅井理     | 中川安奈   | 安部みちこ | 池間昌人   | 佐々木芳史 | 角谷直也 |
| 2023年7月  | 2024年3月  | 浅野里香   | 近藤泰郎   | 浅井理     | 中川安奈   | 安部みちこ | 池間昌人   | 佐々木芳史 | 角谷直也 |
| 2024年4月  | 2025年3月  | 鈴木遥     | 近藤泰郎   | 浅井理     | 森田茉里恵 | 安部みちこ | 池間昌人   | 佐々木芳史 |          |
| 2025年3月  | 2025年6月  | 鈴木遥     | 安藤佳祐   | 浅井理     | 森田茉里恵 | 安部みちこ | 瀬田宙大   | 寺門亜衣子 |          |
| 2025年7月  | 現 在      | 鈴木遥     | 安藤佳祐   | 浅井理     | 森田茉里恵 | 安部みちこ | 向井一弘   | 寺門亜衣子 |          |

- 滝口幸広（俳優、タレント）「夢の3シェフ競演」のアシスタント（2012年4月 - 2015年3月、月1回出演）
- 宮下純一（タレント、スポーツキャスター。北京五輪競泳400mメドレーリレー銅メダリスト）-「スゴ技Q」の進行役（2010年度 - 2017年3月7日）
- ピンボケたろう（「ザ・パーフェクト」のツッコミ担当）-「ピカピカ☆学園」（2016年1月27日 - 2017年3月15日）
- 小堺翔太（タレント、フリーアナウンサー）-「JAPAなび」の生中継リポーター（2013年10月 - 2017年3月）、「ピカピカ☆日本」（2014年4月4日 - 2017年3月17日）
- 藤原薫（2017年3月30日 - 2021年3月10日[56]）
- 古原靖久（俳優）（2012年5月7日 - ）「ピカピカ☆日本（2017年度まで）」「おでかけLIVE（2018年度から）」
- 三上大進（NHKキャスター、リポーター）（2018年度 - ）

#### 地域中継リポーター
- 大川悠介（近畿地域担当。2023年4月 - 2023年7月）
- 鈴木遥（北海道地域担当。2023年4月 - 2024年3月）
- 宮﨑あずさ（東北地域担当。2023年4月 - 2024年3月）
- 安藤結衣（山陽地域担当。2023年4月 - 2024年3月）
- 森花子（北関東担当。2023年4月 - 2024年3月）
- 瀬戸光（東海担当。2023年4月 - 2025年3月）
- 小林将純（九州・沖縄担当。2023年4月 - 2025年3月）
- 佐藤茉那（山陽担当。2024年4月 - 2025年3月）

## 金曜日「特選!エンタ」ナビゲーター
書籍ナビゲーターは永江朗が担当している。
進行役と音楽と映画ナビゲーターはアナウンサーが担当している。
s**t kingzのダンスレッスン：s**t kingz

### 過去のナビゲーター
- 書籍ナビゲーター：ロバート・キャンベル（東京大学教授）（ - 2013年3月）
- 書籍ナビゲーター：中江有里（俳優、作家）（2013年4月 - ?）
- 映画ナビゲーター：三遊亭王楽（落語家）（ - 2011年4月）
- 映画ナビゲーター：青木さやか[注 26]（芸人、タレント）（2011年5月 - ?）
- 音楽ナビゲーター：服部隆之（作曲家、編曲家）
- 音楽ナビゲーター：グッチ裕三（歌手、タレント）
- 英語ナビゲーター：LISA
- 韓流エンタメナビゲーター：橋本稜（スクールゾーン）

## ゲスト（コメンテーター）
『生活ほっとモーニング』同様、不定期で毎日1 - 3名が交互に出演。主にタレントやお笑いタレントなどが多くゲストに起用されるが、俳優や歌手や著名人も出演している。
2020年4月改正の新型インフルエンザ等対策特別措置法に基づく緊急事態宣言の発令後、ゲスト不在もしくは1人の時期もあった。
2023年5月8日以降は、新型コロナウイルスが季節性インフルエンザと同等感染症法5類に引き下げられたため、コロナ禍前の状態になっている。なお、金曜日のみ通常コメンテーターは設けていない（例外あり）。

## ナレーション
基本的に生ナレーションであり、スタジオパートで映像に補足を入れたり、スタジオからの呼びかけに応えたりしている。
- 一龍斎貞友：「愛でたいニッポン」

「とりっぷさん」の声を担当。以前に「ぶたまんちゃん」と「あんまんちゃん」の声も担当。もうひとつの顔である講談師として、さらにレポーターとして顔出し出演したことがある。
- 日髙のり子：「ツイQ楽ワザ」
- 奥田民義：「Kira Kiraキッチン」
- ゲストナレーター
  - 野沢雅子
  - 平野文
  - 阪口大助
  - 梶裕貴
  - 三森すずこ
  - 田中真弓
  - 緒方賢一
  - 山口勝平

## コーナー内容
オープニングトークについては#朝ドラ受けを参照。オープニング（企画本編）はその日の話題を1つ紹介し、そのあとのメインコーナー（特集）は9時の『NHKニュース』を挟んで放送する。9時台前半は柔軟な編成であり、8時台と別の特集を組む場合や内容の変更がある場合、総合・Eテレ・BSで放送されている各番組の過去放送回のダイジェスト版が放送されることがある。9時台後半はレギュラーコーナーが放送される。
特集やレギュラーコーナーは、おおむね前番組『生活ほっとモーニング』『きょうの料理プラス』『趣味の園芸プラス』の企画を踏襲。『生活ほっとモーニング』が募っていた「協力家族」も引き続き参加可能（6月から「あさイチサポーター」とネーミングが変わっている）。
2011年3月11日に発生した東日本大震災のため、同月14日から4月1日まで通常のコーナーを取りやめ、被災地のレポートや東京電力の福島第一原子力発電所の事故解説、視聴者からのFAXやメール内容の紹介など、震災関連を中心とした内容に特化して放送。同年4月4日から「“JAPAなび”」などのレギュラーコーナーが復活した。

## 朝ドラ受け
オープニングトークはフリートークではあるが、出演者（主にキャスター陣）が朝ドラを観た感想を述べる「朝ドラ受け」を行うことがある。
ただ、毎回実施するわけではなく、オープニングトークを省略してニュースセンターからニュースを伝える場合や、ニュースや著名人の訃報をオープニング企画で扱う際などは「朝ドラ受け」を省略することもある。
出演者は朝ドラ終了直前（当番組放送開始直前）までスタッフと打ち合わせを行っており、打ち合わせをしながらモニター（8時10分ごろまでは専用モニター、それ以後の残り数分は前方にあるオンエア中の映像が出るモニター）で朝ドラを視聴している。また、スタッフも真剣に朝ドラを視聴しているという。

### 2017年度まで
元々は演出ではなく自然発生的に始まったものとされる。
井ノ原は朝ドラ受けについて「ひとり暮らしのおばあちゃんが朝ドラを見て、感想を言い合えないと寂しいじゃないですか。せめて、テレビに話しかけてくれたらと思ったのがきっかけ。これって、民放じゃ絶対にできないでしょ。CMが入らない、NHKの生放送であるからできることなんだよね」「1人住まいの祖母が『朝ドラを見ても感想を誰にも言えない』とこぼしていたことをきっかけにスタートした」「当初は『苦情が来ている。週3回までと言われていた』とNHK上層部から注意（禁止令）されていたものの『シカトしてやっていた。なぜならおばあちゃんのためにやっている』。そしたら『それがいいって言う人も出てきた』ことから、上層部から『毎日言ってください』と許しが出た」と述べている。キャスター陣は当番組休止日（2019年度以前の土曜日を含む。後述）もプライベートで朝ドラを視聴することもあるという（互いに感想メールを送り合うこともあると話している）。なお、キャスター陣は翌週（主に月曜日）の放送で（当日の回のものと合わせて）先週土曜日の回の感想を述べることもあった。
朝ドラ受けについては、朝ドラからの流れで観る視聴者からは評価がある。中には朝ドラ受けを楽しみにする視聴者もいるほか、朝ドラ受けを含めて「朝ドラは8時16分まで」との声も出ている。
Twitterでは朝ドラの感想だけでなく、朝ドラ受けに反応してつぶやく人も多い。一方、違和感や不快感を持つ者もいる。
当番組開始以前は、NHK総合の朝ドラ本放送の直後は『NHKニュース』に接続しており、朝ドラを観たニュース担当アナウンサーの表情を楽しむ視聴者が存在し、初期の頃はそれらの層から朝ドラ受けを「余韻をぶち壊される」と酷評されることもあった。
初期では違和感や不快感を持つ視聴者に配慮として、朝ドラ受けを週3日程度に留めたが2012年中期頃からは、ほぼ毎日行うようになった。
朝ドラ関連の俳優・脚本家・主題歌担当歌手（スタッフも含む）らからも朝ドラ受けに評価の声が上がっており、当番組にゲスト（「プレミアムトーク」も含む。後述）出演した際、この旨を述べる者がいる。芸能人でも朝ドラ受けのファンと語る者も存在する。また、当番組出演者はドラマの内容に感動する余りオープニングで涙を浮かべることもある。井ノ原が涙する有働由美子（他出演者にも）にハンカチを差し出す（有働が井ノ原にハンカチを求めることもあり）流れも恒例であった。
2016年6月から一時期チーフプロデューサーを務めた河瀬大作は「朝ドラ受けは、ちゃんとしたタイミングで受けないと、SNSのタイムラインが荒れるんですよ（笑）。災害や事件があると、今日はスルッと流したほうがいいなというときがあるんですけど、実際に受けないと『えっ！今日受けてくれなかった！』となるんです」と語っている。
NHKウイークリーステラや新聞の朝ドラ特集記事を読んでいる柳澤秀夫は、朝ドラの展開を語り出そうとして、井ノ原・有働が止めるという流れも見られた。
収録放送の際は朝ドラ受けはないが、冒頭でキャスター陣が「今日は朝ドラ受けができない」と述べることもあった。朝ドラ受けができない代わりに当日の朝ドラの展開予想トークをしたこともあった。特別編成により朝ドラからの直結にならない場合（前述）でも冒頭でキャスター陣が朝ドラの感想を述べることがある。
2015年6月後半からこの演出は一時減少傾向であったが、2015年度下半期『あさが来た』からは、おおむね復活している。
井ノ原・有働・柳澤の出演最終日で、後任の華丸・大吉・近江友里恵をゲストとして招いた2018年3月30日、華丸・大吉が朝ドラ受けの継承を行うか悩んでいることを明かしたが、キャスター交代後も朝ドラ受けは続行されている。

### 2018年度以降
華丸は朝ドラ受けのためにNHK BSの朝ドラ先行放送も視聴しており、朝ドラ受けを行うかを本番開始10秒前に決めている。また、華丸は朝ドラ先行放送の前座番組である朝ドラアンコール枠（2019年度は『おしん』）も視聴しており、2019年11月12日以降、不定期に2019年度下半期『スカーレット』のものと合わせて、『おしん』の受けも行うことがあった。ただし、大吉は「時間差がある」と突っ込むことも恒例。
華丸は朝ドラ受けの中で2018年度上半期『半分、青い。』の内容に関し「朝ドラは木曜日に事が動くことが多い」と着目して「ムービングサーズデイ」と同年5月24日に表現した。勝田夏子プロデューサーも、週の最初にピークがあり、真ん中でステージが突然変わる、と分析している。
2018年9月21日に放送された、華丸と『半分、青い。』の脚本家・北川悦吏子の対談内で北川が「（『半分、青い。』のエンディングで）『華丸さんが待っているから、そろそろ今日はやめるね』というナレーション（風吹ジュンが担当）で話を締め『あさイチ』に繋げるということをしたかった」と明かしている（「必ず朝ドラ受けがあるとは限らない」「朝ドラはNHK総合の本放送以外にもBSでの放送やNHK総合での再放送もある」という理由でこの案は却下された）。
2018年度下半期『まんぷく』においては、公式Twitterで朝ドラ受けについて触れることがあった。
2019年度下半期『スカーレット』までは、朝ドラの放送回数は月曜日 - 土曜日の週6回であったが、2020年度上半期『エール』からは月曜日 - 金曜日の週5回に削減された。これに伴い2020年度以降、最終回直後の当番組で半年間を総括する朝ドラ受けが行われることもある。なお、当番組内で視聴者から華丸に寄せられた「『半分、青い。』の頃からストーリーが動くのは木曜日であったが、放送が週5回になったらどうなるのか?」とのメールに、華丸は「木曜日に動いて金曜日に解決じゃないですか」と答えている。
朝ドラ受けを字幕で対応することもある
華丸は朝ドラの次週予告は見ないことを公表していた。
2022年度上半期『ちむどんどん』の期間中は朝ドラ受けが減少傾向であったが、次作『舞いあがれ!』から朝ドラ受けが復活している（ちむどんどん#『あさイチ』司会陣の「朝ドラ受け」を参照）。また、2024年1月から令和6年能登半島地震の影響で、しばらく朝ドラ受けを取り止めたこともあった。
2025年2月上旬にも朝ドラ受けを取り止めたこともある。
華丸・大吉・鈴木時代からは重大ニュースや訃報がなくても、その放送回の特集で扱うテーマによっては「朝ドラ受け」を行わず、放送開始と同時に特集のVTRから始めるか、挨拶の後すぐ本編に入るかのどちらかを取ることが多い。冒頭から特集VTRを放送し、数分遅れで朝ドラ受けを実施したこともある。
当番組休止日に華丸や鈴木は自身のTwitterや番組の公式Instagramで朝ドラの感想を述べることもある。また、大吉はTBSラジオ『たまむすび』で、有働はニッポン放送『うどうのらじお』で朝ドラの感想を語ることもある。このほか、当番組休止日（祝日など）に当該枠で生番組が組まれる場合、その番組で朝ドラ受けが行われることがある。

## レギュラーコーナー

### 番組冒頭のコーナー
話題になっているニュースを取り上げる（10分程度のコーナー。放送は不定期）。以前は「女のニュース」と名前が付いていた。

### 9時台の企画
内容はメインコーナーの特集コーナーと同じ。様々な話題をアナウンサーが取材し、専門家と共に解説する。

### コラボ企画（不定期）
過去の放送内容の短縮版を放送する。
- 「あしたも晴れ!人生レシピ」生放送で専門家にも新たに解説してもらうこともある。
- 「あしたが変わるトリセツショー」とコラボ企画。
- 「ウチのどうぶつえん」
- 「100カメ」
- 「ニッポン知らなかった選手権実況中!」

### 産直LIVE（2010年度 - 2011年度）→ピカピカ☆日本（2012年度  - 2017年度）→おでかけLIVE（2018年度  - 2021年度）→いまオシ!LIVE（レギュラー）/いまオシ!REPORT（不定期）（2022年度  - ）
月曜日 - 木曜日の9時台前半。特別編成で休止の場合あり。
毎週ひとつの都道府県をめぐり、地元の新鮮な食材や生産品や施設などをフレッシュで「おトク」な情報を中継先の地方局のNHKアナウンサーたちが突撃リポートする。
このレギュラーコーナーは生中継の｢いまオシ!LIVE｣。不定期で番組最後のコーナーでその週の都道府県とは異なる地域で事前収録されてレポートされた「いまオシ!REPORT」も放送されることもある。
以前は、篠山輝信⇒古原靖久⇒藤原薫とリポートを担当した。
「おでかけLIVE」までは、生中継のほかに時折事前に収録してリポーターがスタジオから紹介することもあった（リポーターがスタジオに来ないこともあった）。
2016年1月からはザ・パーフェクトのピンボケたろうが学校をリポートする「ピカピカ☆学園」も放送された。
中継当日が国会中継や高校野球などの特別編成で放送できなかった場合は、その日の内容を事前収録・編集して金曜日に放送したこともあった（コーナータイトルは「おでかけREPORT」）。
2023年度からは首都圏以外の各地域担当のアナウンサーが週替わりで旬の情報を中継・リポートしている。ただし、首都圏についてはあさイチのリポーター（東京アナウンス室所属のアナウンサー）が担当している。

### あさイチごはん（2010年度 - 2011年度）→解決!ゴハン（2012年度 - 2017年度）→みんな!ゴハンだよ（2018年度 - ）
月曜日 - 木曜日の9時台後半。特別編成で休止の場合あり。
『きょうの料理プラス』を継承したコーナー。
毎日の料理につきものの問題を、一流シェフや人気料理研究家を迎えて解決する。
この枠は西堀裕美→駒村多恵と井ノ原→駒村と華丸で料理のサポートをしている。
料理研究家やシェフ以外にも俳優の井上祐貴や芸人の前田裕太(ティモンディ)らも不定期で料理をしている。
この枠で2022年12月から2024年3月まで「キスマイ横尾のゴハンだよ」と銘打って横尾渉が料理を披露。おおむね月1回のペースで担当した。
2011年度までの「あさイチごはん」は身近な食材を大変身させるレシピやスゴ技を日替わりテーマで紹介した。
- 月曜日：プロ直伝
- 火曜日：きほんのき
- 水曜日：ザ･定番
- 木曜日：きょうの料理いちおし

### あさイチガーデン（2010年度 - 2012年度）→あさイチグリーンスタイル（2013年度 - 2017年度）→みんな!グリーンだよ（2018年度 - ）
金曜日の9時台後半。特別編成で休止の場合あり。
『趣味の園芸プラス』を継承したコーナー。
人気のガーデナーが、花や野菜の栽培方法、元気に育てるコツを伝授。また、2013年度からはインテリアに関する情報も、おおむね月1回放送される。
前述の「みんな!ゴハンだよ」と同様、駒村（サブキャスター）を進行役で華丸と大吉と日によってはプレミアムトークのゲストも参加する。このコーナーに入るときの曲として、PIZZICATO FIVEの「そして今でも」が使用されている。

### わがままホビー→みんな!〇〇だよ（2022年度 - 〇〇は取り上げる題材）
9時台後半（不定期。火曜日）のホビー企画。
華丸大吉とその日のゲストが挑戦する。

### お天気コーナー
火曜日のミニコーナー。8時台、9時台と2回ある。
気象予報士の池田沙耶香が天気の解説をする。

### 特選!エンタ（2010年度 - ）
金曜日の9時台前半。特別編成で休止の場合あり。
音楽・書籍・映画の芸能娯楽情報・ダンスレッスンをそれぞれのナビゲーターが紹介。

## メインコーナー
一部は前番組『生活ほっとモーニング』のコーナーを改題して継続している。

### 特集コーナー
様々な話題をアナウンサーが取材し、スタジオで専門家と共に解説する（コロナ禍からはリモートでも行われている）。

### ツイQ楽ワザ（旧タイトル「スゴ技Q」「クイズとくもり」）（火曜日）
知って得する生活情報をクイズで紹介。3 - 6問程度出題。スタジオ回答者は華丸大吉とその日のゲスト。
正解した分のアフロ君のスタンドプレートがもらえる。
「スゴ技Q」の協力家族の一般視聴者は井ノ原とペアを組んで回答した。「とくもり」からは一般視聴者は出なくなった。
視聴者はテレビ（データ放送・ワンセグ）でクイズに参加。正解数に関係なく、1回でも送信に成功すれば当日の放送でデータ画面に表示されるパスワード入力でパソコンの壁紙や携帯電話の待ち受け画面（共に季節に合わせた風景の画像つきのカレンダー）としてのダウンロードができる（放送当日のみダウンロードが可能。番組終了後もパスワードは放送当日の24時までであればデジタル総合のデータ放送からいつでも確認することができる）。
なお、リモコンのdボタンを押さなくてもそのままクイズに参加できるようになっていた（画面に「スゴ技Q 参加中」と表示されていれば回答可能。機種により異なる場合がある）。
「Kira Kiraキッチン」などを放送する日は休止。
不定期で「“教えてQ”」と題したアンケート形式によるものもあるが、回答要領は「スゴ技Q」「クイズとくもり」と同じである（画面に「あさイチ 参加中」表示されていれば回答可能）。
『生活ほっとモーニング』の「クイズdeなっとく!」を引き継いだコーナー。

### Kira Kiraキッチン
火曜日で不定期の放送。
「夢の3シェフ競演」、シェフを総入れ替えした「ハレトケキッチン」に続く夢の3シェフシリーズの後継で、今晩作りたくなる定番料理のレシピと作り方をシェフ3人（山野辺仁、荻野聡士、秋元さくら）がゲストに指導したり、シェフが調理して伝授。

### 愛でたいニッポン（2022年3月31日 - ）（木曜日）
日本各地の観光スポットや、グルメ情報などをその日のゲストの芸能人と地元放送局のアナウンサーが紹介する（コロナ禍から2022年10月中旬まではアナウンサーのみでレポートをしていた）。
「旬旅10」（2010年4月 - 9月）としてスタートして、2010年10月から「“JAPA”なび」（後に「JAPA-NAVI」）にコーナー名が変更され、コロナ禍になってからは「みんなでシェア旅」とタイトルを変更した。2022年3月31日から「愛でたいニッポン｣に変更された。
『生活ほっとモーニング』の「発見!とっておきの旅」を引き継いだコーナーで、同コーナー同様におおむね木曜日に放送している。
このコーナーのキャラクターのとりっぷさん（「JAPA-NAVI」以前は、ぶたまん、あんまんちゃん）が訪問して地域で活動している人たちの取材や、グルメ情報やお店などで販売されているものを紹介する。
「JAPA-NAVI」当時、あんまんちゃんのかなりのハイテンションぶりに出演者やゲストが驚くこともあり、井ノ原がこのコーナーのファンであることを公言している。

### プレミアムトーク（金曜日）
各界の第一線で活躍するゲストを招いてのトークコーナー。『生活ほっとモーニング』の「この人にトキメキっ!」を引き継いでいるが当番組では、おおむね生放送で行っている。
オープニングでゲストが視聴者に聞きたいことをFAXや公式ホームページで募るという演出も行われる（常時画面右上にゲスト名と募集告知が表示されている）。
ゲストが放送時点で取り組んでいる仕事の話だけでなく、仕事の密着映像、共演経験者からのコメント映像、成功に至るまでの苦難やプライベートを映した映像や、ゲストがNHKに過去に出演した映像を秘蔵映像として紹介。
キャスターがそれぞれの世代ならではの質問をぶつけ、知られざる素顔や人間的な魅力に迫る。
『スタジオパークからこんにちは』や『ごごナマ』と同様、NHK各番組（地上波・BS共に）の出演者も多く出演し、事実上「番組宣伝」的な要素をも持っている。
コーナー途中からゲストと縁のある人物が参加することもある。放送中の朝ドラ関連者（出演者・脚本家・主題歌担当歌手）がゲストの場合は、オープニングから朝ドラとリンクさせた演出を行うことが恒例のようになっている。また、朝ドラが月曜日 - 土曜日であった2019年度以前は、最終回前日となる金曜日の当コーナーにヒロイン・主人公を務める女優・俳優をゲスト出演させたこともあった。
朝ドラファンの間では、当番組に放送中の朝ドラ出演者で「プレミアムトーク」に出演した俳優は、直後に出演中の朝ドラを「退場」するという噂が囁かれている。地方ロケが多い朝ドラでは、撮影が一段落していないと当番組のスタジオに来るスケジュールが押さえ辛いのが一因である。また、朝ドラ作中で死亡した人物を演じた俳優が「プレミアムトーク」に出演するケースもある。
通常は募集告知の後、注目情報をリポーターが伝えるミニコーナーを伝えた後にトークを始めるが、国会中継などで短縮放送の場合は、募集告知後すぐにトークを開始する（ゲストにより短縮放送でない場合もすぐにトークを開始することもある）。また、ゲストがスケジュールの都合により9時台前半（主に「プレミアムトーク」終了のタイミング）で退場することもある。

## プレミアムトークゲスト
出典

### 2010年度
| 月 | 出 演 ゲ ス ト                                         |
| -- | ------------------------------------------------------ |
| 04 | 高橋克典・三遊亭円楽・南野陽子・大竹しのぶ・坂本冬美   |
| 05 | 松坂慶子・氷川きよし・綾戸智恵・堤真一                 |
| 06 | 郷ひろみ・福山雅治・向井理・高橋尚子                   |
| 07 | 観月ありさ・寺脇康文・コロッケ・ベッキー・高橋克実     |
| 08 | 木村多江・中越典子・松下奈緒                           |
| 09 | アンジェラ・アキ・妻夫木聡・大杉漣・市川亀治郎         |
| 10 | 吉瀬美智子・鈴木京香・遠藤憲一・姜尚中・綾小路きみまろ |
| 11 | 南果歩・舘野泉・岡田准一（V6/Coming Century）・小雪    |
| 12 | 山本耕史・堺雅人・ともさかりえ・舘ひろし               |
| 01 | 三谷幸喜・片岡愛之助・立川談春・市村正親               |
| 02 | 山下智久（当時：NEWS）・風吹ジュン・CHEMISTRY          |
| 03 | 藤原紀香・周防正行&草刈民代                            |

### 2011年度
| 月 | 出 演 ゲ ス ト |
| -- | --- |
| 04 | 富司純子・村上弘明・長塚京三・間寛平                                                                                             |
| 05 | 井上真央・佐々木蔵之介・三宅裕司                                                                                                 |
| 06 | 松本人志（ダウンタウン）・樋口可南子・浅野忠信・東山紀之（少年隊）                                                               |
| 07 | 原田泰造（ネプチューン）・成宮寛貴・渡辺謙・仲間由紀恵・さだまさし                                                               |
| 08 | 佐藤隆太・櫻井翔（嵐） |
| 09 | 石川さゆり・高良健吾・阿部寛・深田恭子                                                                                           |
| 10 | 五木寛之・上川隆也・コシノジュンコ・沢村一樹                                                                                     |
| 11 | 田部井淳子&中畑清&秋吉久美子・宮﨑あおい・三浦友和                                                                               |
| 12 | 生田斗真・玉木宏・満島ひかり |
| 01 | 中村勘太郎・原田知世・塚本高史・相葉雅紀（嵐）                                                                                   |
| 02 | 太田光（爆笑問題）・尾野真千子・阿部サダヲ・三浦春馬                                                                             |
| 03 | 石井竜也（米米CLUB）・玄侑宗久・仲代達矢・夏木マリ・総集編（尾野真千子・コシノジュンコ・高良健吾・満島ひかり・太田光・三浦友和） |

### 2012年度
| 月 | 出 演 ゲ ス ト |
| -- | --- |
| 04 | 大沢たかお・谷原章介・役所広司・吉川晃司 |
| 05 | 森山直太朗・中山秀征・綾瀬はるか |
| 06 | 木村佳乃・ほっしゃん。・堀北真希・德永英明・村山由佳 |
| 07 | 小栗旬・横山裕（関ジャニ∞）・高見沢俊彦（THE ALFEE）・柳沢慎吾 |
| 08 | 仲里依紗・徳井義実（チュートリアル） |
| 09 | タッキー&翼・杏・松坂桃李・堤幸彦 |
| 10 | 長山洋子・中井貴一・樹木希林・沢口靖子 |
| 11 | 八代亜紀・栗山千明・桐谷健太・吉田沙保里 |
| 12 | 貴乃花光司・総集編（松坂桃李・堀北真希・尾野真千子・ほっしゃん。・綾瀬はるか・阿部サダヲ・大沢たかお・柳沢慎吾・中井貴一・沢口靖子・樹木希林・夏木マリ・谷原章介・塚本高史・吉川晃司）・さまぁ〜ず・阿川佐和子 |
| 01 | 上戸彩・西島秀俊・唐沢寿明 |
| 02 | 江口洋介・佐藤浩市・西田敏行・美輪明宏 |
| 03 | 夏菜&風間俊介・サンドウィッチマン・三浦雄一郎・国分太一（TOKIO）・名場面集（貴乃花光司・阿川佐和子・中山秀征・さまぁ〜ず・綾瀬はるか）                                                                         |

### 2013年度
| 月 | 出 演 ゲ ス ト |
| -- | --- |
| 04 | 小泉今日子・広末涼子・アリス・大泉洋（TEAM NACS）                                                                                 |
| 05 | 村上信五（関ジャニ∞）・佐藤健・宮藤官九郎・真木よう子                                                                             |
| 06 | 竹中直人・内村光良（ウッチャンナンチャン）・宮本信子・綾瀬はるか                                                                  |
| 07 | 林真理子・藤井フミヤ・要潤・市川海老蔵                                                                                            |
| 08 | 水谷豊・名場面集（宮本信子・宮藤官九郎・綾瀬はるか・佐藤健・美輪明宏・大泉洋）・瀬戸内寂聴・是枝裕和                              |
| 09 | 尾野真千子・笑福亭鶴瓶・能年玲奈・オードリー                                                                                      |
| 10 | 長谷川博己・大石静・松本潤（嵐）・吉行和子                                                                                        |
| 11 | 長澤まさみ・泉谷しげる・八千草薫・國村隼・岸谷五朗                                                                                |
| 12 | 「あまロス解消スペシャル」（能年玲奈、小泉今日子、宮本信子、宮藤官九郎の名場面集/ゲスト：木野花）・伊勢谷友介・東出昌大・黒柳徹子 |
| 01 | 岡田准一・鈴木保奈美・玉置浩二（安全地帯）・竹野内豊                                                                              |
| 02 | ゆず（北川悠仁・岩沢厚治）・萩本欽一                                                                                              |
| 03 | 麻生祐未・杏・秋元康 |

### 2014年度
| 月 | 出 演 ゲ ス ト |
| -- | --- |
| 04 | 香川京子・伊原剛志・綾野剛・内野聖陽 |
| 05 | 菊池桃子・常盤貴子・劇団ひとり・戸田恵子・中山美穂 |
| 06 | 室井滋・里見浩太朗・村上龍・松平健 |
| 07 | 岸谷香・中村雅俊・渡辺和子・イモトアヤコ |
| 08 | 能年玲奈・若田光一・総集編（室井滋、伊原剛志、鈴木保奈美、岡田准一、常盤貴子、綾野剛、戸田恵子、松平健 / ゲスト:土屋太鳳）                                                                         |
| 09 | 中園ミホ・吉高由里子・若尾文子・役所広司 |
| 10 | 高畑充希・宮崎吾朗・市川染五郎・西川きよし・大竹しのぶ |
| 11 | 宮沢りえ・泉ピン子・武田鉄矢・小日向文世 |
| 12 | 総集編（泉ピン子、松平健、里見浩太朗、玉置浩二、内野聖陽、劇団ひとり、萩本欽一、若田光一、渡辺和子）・森山未來・「花子とアン」総集編（吉高由里子、鈴木亮平、中園ミホほか/ゲスト:高梨臨）・美輪明宏 |
| 01 | 花燃ゆスペシャル（伊勢谷友介、高良健吾、東出昌大）・堤真一・亀梨和也（KAT-TUN）・中谷美紀 |
| 02 | 石田ゆり子・新垣結衣・小澤征爾 |
| 03 | 小池栄子・西加奈子・松山ケンイチ・玉山鉄二&シャーロット・ケイト・フォックス |

### 2015年度
| 月 | 出 演 ゲ ス ト                                                                              |
| -- | ------------------------------------------------------------------------------------------- |
| 04 | 所ジョージ・又吉直樹（ピース）・田中泯・斉藤由貴                                            |
| 05 | 安田成美・大泉洋（TEAM NACS）・松田翔太・市原悦子・大地真央                                 |
| 06 | 麻生久美子・井上真央・谷川俊太郎・岸惠子                                                    |
| 07 | 山﨑賢人・野沢雅子・近藤真彦・山中伸弥                                                      |
| 08 | 総集編（又吉直樹・西加奈子・谷川俊太郎・小澤征爾・市原悦子）・ももいろクローバーZ・羽生結弦 |
| 09 | 土屋太鳳・大沢たかお                                                                        |
| 10 | 山崎まさよし&仲間由紀恵（2本立て）・椎名桔平・十朱幸代・宮﨑あおい・小椋佳                  |
| 11 | 笹野高史・柄本佑・吹越満・近藤正臣                                                          |
| 12 | 山田洋次・北村一輝・上沼恵美子                                                              |
| 01 | 草刈正雄・松尾スズキ・ディーン・フジオカ・高橋惠子                                          |
| 02 | 山本陽子・桐山照史（ジャニーズWEST）・藤原竜也・塩見三省                                    |
| 03 | 橋爪功・草笛光子・高島礼子・玉木宏                                                          |

### 2016年度
| 月 | 出 演 ゲ ス ト |
| -- | --- |
| 04 | 波瑠・向井理・賀来千香子・中村獅童 |
| 05 | 野際陽子・平岩紙・山本耕史・森田剛（V6/Coming Century） |
| 06 | 桂文枝・坂口健太郎・有村架純・片岡愛之助 |
| 07 | 桃井かおり・及川光博・尾上松也・永作博美・道下美里 |
| 08 | 古舘伊知郎・朝ドラ"子役"スペシャル（内田未来・鈴木梨央・松本来夢） |
| 09 | 豊川悦司・中村橋之助・仲村トオル・斎藤工・高畑充希 |
| 10 | 菅野美穂・相葉雅紀（嵐）・阿部寛&香川照之・リリー・フランキー |
| 11 | 小林薫・織田裕二・生瀬勝久・堺雅人 |
| 12 | 永山絢斗・蒼井優・川村元気・黒柳徹子 |
| 01 | 池上彰・蓮佛美沙子・鈴木亮平・太川陽介 |
| 02 | ネプチューン（名倉潤・堀内健・原田泰造）・松下優也・吉田都・林遣都 |
| 03 | 小池百合子（東京都知事）・神木隆之介・船越英一郎・総集編1（古舘伊知郎・黒柳徹子・池上彰・川村元気）・総集編2『べっぴんさん』特集（菅野美穂・生瀬勝久・永山絢斗・蓮佛美沙子・松下優也・林遣都）・芳根京子 |

### 2017年度
| 月 | 出 演 ゲ ス ト |
| -- | --- |
| 04 | 浅丘ルリ子・古谷一行・木村拓哉・木村佳乃                                                                                       |
| 05 | 黒木華・和久井映見・加藤一二三                                                                                                 |
| 06 | 吉田鋼太郎・加山雄三・寺島しのぶ・大野智（嵐）・竹内涼真                                                                       |
| 07 | 梅沢富美男・ユースケ・サンタマリア・佐々木蔵之介・米倉涼子                                                                     |
| 08 | 高橋一生・指原莉乃（HKT48/STU48）                                                                                              |
| 09 | 福山雅治・磯村勇斗・菅田将暉・有村架純                                                                                         |
| 10 | 伊東四朗・遠藤憲一・二宮和也（嵐）                                                                                             |
| 11 | 森山良子・イッセー尾形・萩本欽一・栗原小巻・鈴木保奈美                                                                         |
| 12 | ディーン・フジオカ・柴咲コウ・松本幸四郎・伊達公子                                                                             |
| 01 | 瑛太・小澤征爾・松坂桃李・木梨憲武（とんねるず）                                                                               |
| 02 | 小柳ルミ子・瀬戸内寂聴・内田有紀・総集編1（小澤征爾・瀬戸内寂聴）・総集編2『わろてんか』特集（遠藤憲一・鈴木保奈美・松坂桃李） |
| 03 | 北川景子・濱田岳・葵わかな・松任谷由実                                                                                         |

### 2018年度
| 月 | 出 演 ゲ ス ト                                              |
| -- | ----------------------------------------------------------- |
| 04 | 三浦大知・松雪泰子・黒木瞳・滝藤賢一                        |
| 05 | 井川遥・樹木希林・二階堂ふみ                                |
| 06 | 内館牧子・野村萬斎・角野栄子・原田知世・市川海老蔵          |
| 07 | 東出昌大・松岡修造・瀬戸康史・間宮祥太朗                    |
| 08 | 小栗旬・星野源・永野芽郁                                    |
| 09 | 中井貴一&池脇千鶴・佐藤健・勝間和代                         |
| 10 | 阿部サダヲ・吉田羊・新井浩文・立川志の輔・堤真一            |
| 11 | 篠原涼子・三谷幸喜・内田春菊                                |
| 12 | 三浦春馬・鈴木亮平・松たか子・満島ひかり・大谷亮平&岡崎体育 |
| 01 | 古田新太・村木厚子・富田靖子                                |
| 02 | 五十嵐美幸・生田斗真・安田顕（TEAM NACS）・長谷川博己       |
| 03 | 田原俊彦・江川悦子・中村倫也・安藤サクラ                    |

### 2019年度
| 月 | 出 演 ゲ ス ト                                                                |
| -- | ----------------------------------------------------------------------------- |
| 04 | 藤木直人・森高千里・コシノヒロコ・山﨑賢人                                    |
| 05 | デヴィ・スカルノ・吉沢亮・さーたり・妻夫木聡                                  |
| 06 | 佐藤二朗・井浦新・柳美里・仙道敦子                                            |
| 07 | 山口智子・松本潤（嵐）・久米宏・山寺宏一                                      |
| 08 | 松丸亮吾・横浜流星・広瀬すず                                                  |
| 09 | 蜷川実花・おおたわ史絵・草刈正雄・松重豊                                      |
| 10 | 大草直子・綾野剛・柴門ふみ・溝端淳平                                          |
| 11 | 菅田将暉・高橋ゆき・西村まさ彦・上田美江子・武田真治                          |
| 12 | 川上未映子・松下洸平・松田龍平/年末スペシャル～令和に活躍する男たち～・草彅剛 |
| 01 | 田中圭・浜田桂子・山田裕貴・神田松之丞                                        |
| 02 | 平川理恵・島本理生&三島有紀子・伊藤健太郎・バカリズム                         |
| 03 | 戸田恵梨香・氷川きよし・特別編～さーたり・特別編～平川理恵                    |

### 2020年度
| 月 | 出 演 ゲ ス ト                                                                                 |
| -- | ---------------------------------------------------------------------------------------------- |
| 04 | 松岡茉優・特別編～おおたわ史絵・もう一度スカーレットを楽しみたいスペシャル・特別編～氷川きよし |
| 05 | 特別編～草彅剛・唐沢寿明・本村あゆみ・関美和・中村蒼                                           |
| 06 | 清原翔・東村アキコ・杉山春・古川雄大                                                           |
| 07 | 平野レミ・ヒロミ・高松美代子・ヨシタケシンスケ                                                 |
| 08 | さかなクン・志尊淳・森山直太朗                                                                 |
| 09 | 香取慎吾・津田健次郎・わたなべぽん・江口洋介                                                   |
| 10 | 城田優・ヤマザキマリ・眞島秀和・桜木紫乃・山崎育三郎                                           |
| 11 | タサン志麻・段田安則・窪田正孝・宮本浩次                                                       |
| 12 | 柄本明・室井滋・山本文緒・内村光良                                                             |
| 01 | いとうあさこ・吉田鋼太郎・清塚信也・トータス松本                                               |
| 02 | 西川美和・平瀬祥子・吉原光夫・遠藤憲一                                                         |
| 03 | ムロツヨシ・高尾美穂・中村勘九郎・藤井フミヤ                                                   |

### 2021年度
| 月 | 出 演 ゲ ス ト                                                  |
| -- | --------------------------------------------------------------- |
| 04 | 賀来賢人・岡田健史・井上芳雄・西ゆり子・林真理子                |
| 05 | 杉咲花・南杏子・菅野美穂・夏木マリ                              |
| 06 | 千葉雄大・鈴木京香・Fukase・磯村勇斗                            |
| 07 | 澤田智洋・永瀬廉（King & Prince）・柳楽優弥                     |
| 09 | 町田啓太・中谷美紀・坂口健太郎                                  |
| 10 | 田中達也・光石研・天海祐希・清原果耶&蒔田彩珠・特別編〜高尾美穂 |
| 11 | 加賀まりこ・湊かなえ・若宮正子・滝沢カレン                      |
| 12 | 真矢ミキ・大森美香・上白石萌音・大泉洋                          |
| 01 | 橋本環奈・松山ケンイチ・原田マハ・特別編〜南杏子                |
| 02 | 伊藤沙莉・金子隆博                                              |
| 03 | 本郷奏多・小池栄子・JUJU・特別編〜原田マハ                      |

### 2022年度
| 月 | 出 演 ゲ ス ト                                                                                         |
| -- | --- |
| 04 | 川栄李奈・高橋一生・大森南朋・高畑充希                                                                 |
| 05 | 広末涼子・中川大志・眞栄田郷敦・斎藤工                                                                 |
| 06 | 稲垣吾郎・竜星涼・小泉智貴・仲野太賀                                                                   |
| 07 | 山崎貴・プレミアムトーク選（田中達也）・吉岡里帆・tupera tupera・江口のりこ                            |
| 08 | 特別編～「ちむどんどん」出演者のインタビューを蔵出し（宮沢氷魚、前田公輝、山中崇）、西ゆり子・渡辺直美 |
| 09 | ひびのこづえ・黒島結菜&宮沢氷魚・池松壮亮・原田美枝子                                                  |
| 10 | 柿澤勇人・片桐はいり・前田敦子・小雪                                                                   |
| 11 | 高杉真宙・妻夫木聡・戸田恵梨香・小栗旬                                                                 |
| 12 | 藤ヶ谷太輔（Kis-My-Ft2）・吉川晃司・梶裕貴・かまいたち                                                 |
| 01 | 市村正親・高橋克典・冨永愛・新納慎也                                                                   |
| 02 | 生田斗真・濱田岳・赤楚衛二・日高のり子                                                                 |
| 03 | 森崎博之（TEAM NACS）・角野隼斗・福原遥・加藤シゲアキ（NEWS）                                          |

### 2023年度
| 月 | 出 演 ゲ ス ト                                                   |
| -- | ---------------------------------------------------------------- |
| 04 | 大竹しのぶ・勝地涼・西加奈子・宮野真守                           |
| 05 | 中村倫也・国枝慎吾・俵万智                                       |
| 06 | ジェーン・スー・安藤サクラ・志尊淳・板垣李光人・松坂慶子         |
| 07 | 山下智久・明日海りお・稲垣えみ子・チョコレートプラネット         |
| 08 | 堀田真由・浜辺美波                                               |
| 09 | ディーン・フジオカ・広瀬アリス・熊川哲也・神木隆之介・真木よう子 |
| 10 | 西野亮廣・いきものがかり・蒼井優・増田セバスチャン               |
| 11 | 松本潤・リュウジ・水川あさみ                                     |
| 12 | 役所広司・仲里依紗・高橋大輔・服部隆之                           |
| 01 | 山崎育三郎・菊地凛子・内田也哉子・山本耕史                       |
| 02 | 青木崇高・野田洋次郎・水上恒司                                   |
| 03 | 麻生久美子・吉田羊・趣里・北村一輝                               |

### 2024年度
| 月 | 出 演 ゲ ス ト                                             |
| -- | ---------------------------------------------------------- |
| 04 | 林遣都・染谷将太・東京スカパラダイスオーケストラ・岩田剛典 |
| 05 | アンジェラ・アキ・木梨憲武・草彅剛・岡部たかし             |
| 06 | 向井理・米倉涼子・宮沢りえ・戸塚純貴                       |
| 07 | ファーストサマーウイカ・松尾スズキ・尾野真千子・河合優実   |
| 08 | 玉置玲央・長澤まさみ                                       |
| 09 | 伊藤沙莉・MIKIKO・菅田将暉・小泉今日子                     |
| 10 | ゆりやんレトリィバァ・内野聖陽・城田優・宮藤官九郎         |
| 11 | 柄本佑・北村有起哉・本木雅弘・成田凌・永野芽郁             |
| 12 | 吉高由里子・関口メンディー・有村架純・松下洸平             |
| 01 | 堀米雄斗・三浦大知・三谷幸喜・緒形直人                     |
| 02 | 野村友里・瀧内公美・橋本環奈・小芝風花                     |
| 03 | 鈴木のりたけ・佐野勇斗・水野美紀                           |

### 2025年度
| 月 | 出 演 ゲ ス ト                                       |
| -- | ---------------------------------------------------- |
| 04 | 阿部サダヲ・鈴木亮平・布袋寅泰・葉加瀬太郎・坂東龍汰 |
| 05 | 細田佳央太・池田エライザ・東村アキコ・MISIA          |
| 06 | 小栗旬・中沢元紀・宮沢氷魚・椎名林檎                 |
| 07 | 佐野元春・山田裕貴・奈緒・津田健次郎                 |
| 08 | 佐藤健                                               |
| 09 |                                                      |
| 10 |                                                      |
| 11 |                                                      |
| 12 |                                                      |
| 01 |                                                      |
| 02 |                                                      |
| 03 |                                                      |

## テーマ曲
開始当初はオープニングテーマ曲とCGが存在し、ランカ・リー=中島愛の「星間飛行」が使用されていたが、しばらくして廃止された。
キャスターが交代した2018年4月2日からはYUKI「チャイム」がテーマソングになった。
2022年3月29日からはTENDRE「SWITCH」がテーマソングになった。

## 不祥事

### 日本列島・食卓まるごと調査
東日本大震災により発生した「福島第一原子力発電所事故」において、放射性物質が拡散したことを受け、2011年10月17日に「日本列島・食卓まるごと調査」と題した企画を放送した。
全国の7家庭（札幌・郡山・須賀川・江戸川・目黒・岸和田・廿日市）から1週間分の3食（朝・昼・晩）の食事をペースト状にした上（以下サンプル）で、首都大学東京・福士政広教授の研究室において「ゲルマニウム半導体検出器」を用い、「セシウム134」「セシウム137」の放射性物質の検査を行った。
しかし、外部から「数値が不自然過ぎる」といった指摘を受け、その後再検査したところ、数値に誤りがあることが分かり、2011年11月24日に謝罪放送を行った。
原因として、検査装置の調整不備によるものであることが判明し、データーそのものには問題がないことが分かった。また、検査に協力した家庭を対象にした検査結果表に「不検出（ND）」とは表記せず、0 Bqと表記していることも判明した。
セシウム134の検査結果は次のとおり。
| 家 庭        | 最初の数値（誤った数値） | 再検査後の数値 | 再検査後の検出限界値 |
| ------------ | ------------------------ | -------------- | -------------------- |
| 北海道・札幌 | 5.69 Bq/kg               | 不検出(ND)     | 8.2 Bq/kg            |
| 福島・須賀川 | 3.66 Bq/kg               | 同 上          | 5.7 Bq/kg            |
| 東京・江戸川 | 4.05 Bq/kg               | 同 上          | 5.2 Bq/kg            |
| 大阪・岸和田 | 3.99 Bq/kg               | 同 上          | 4.5 Bq/kg            |

セシウム137の検査結果は次のとおり。
| 家 庭      | 最初の数値（誤った数値） | 再検査後の数値 | 再検査後の検出限界値 |
| ---------- | ------------------------ | -------------- | -------------------- |
| 東京・目黒 | 8.97 Bq/kg               | 8.5 Bq/kg      | 5.2 Bq/kg            |

この事態を受け、2011年12月15日に再検証番組を放送。

### 出演者の国営放送発言
2014年9月16日、滝口幸広が「NHKは国営放送」と述べる一幕があった。
その後しばらくして、有働が「すみません。私も気づかずに訂正しませんでしたが公共放送です。皆様の受信料で成り立っております」と訂正し謝罪した。

### ハサミを研ぐ実験
2015年4月7日の「スゴ技Q」のハサミの刃の研ぎ方による効果の違いを実験で比較する検証した映像で、茶碗でハサミを研ぐ実験では刃ではない部分を研いでおり「効果なし」との結果を出していた。
放送中にその点を多数の視聴者から指摘され、2015年4月22日にハサミの小刃と呼ばれる部分を茶碗の底で研ぐ実験を再び行い、適正な研ぎ方をすれば茶碗の底でハサミの切れ味が戻ると訂正した。

### 出演者の放送禁止用語連発
2015年5月22日、ゲストの市原悦子が放送禁止用語を連発し、有働が謝罪する事態となった。

### 於茂登山系水源地をめぐる報道
2019年8月26日の「アッキー&ヤナギーがゆく!もっと知りたい沖縄・石垣島」で、陸上自衛隊施設予定地周辺の水源地に関する内容が取り上げられた。
しかし、事実と異なる内容があるとして、2019年9月17日、石垣市議会は定例会最終本会議でNHKに訂正などを求める抗議決議を行った。
於茂登山系の川のうち番組内で紹介された川の水は農業用水として使用されているが「石垣島の水道水のおよそ8割をまかなっている」などとされていたため、番組では於茂登山系水源地全体の映像を用いるなど誤解を招かないよう配慮すべきで説明不足であったとして「地元議会の決議を真摯に受け止め、より丁寧な番組作りを行ってまいります」としている。

## スタッフ
- 音楽 - 周防義和
- プロダクトマネージャー - 渡辺悟
- 制作統括 - 井上勝弘→河瀬大作→片山淳一
- 制作著作 - NHK

## 備考
2014年度から2022年度までテレビ東京を除く民放各局は8時からワイドショーを編成する編成となっていた。民放各局は朝ドラおよび当番組への対抗策として「朝ドラ放送中の8時から15分間になるべくCMを入れる」「（朝ドラから当番組に切り替わる）8時15分ちょっと前に1番大きな特集を流す」などの構成を取っていた。
有働は当番組への出演について「独身で結婚も子育ても経験のない自分では通用しないんじゃないか。番組には生放送中に視聴者の方からFAXやメールが届きますが、その内容も主婦経験のない私がきちんと受け止められるのか不安でしたし今も不安です。でも悩んだ末に『自分に分かることしか分からない。分からないことは分からない』と、はっきり示し、放送中でも視聴者を含めた誰かに素直に聞けばいいのであると開き直りました。だから番組中に視聴者の方に怒られることもしばしばです。でもそれを恐れずに正直なスタンスで臨むようにしています」と語っていた。
番組開始前、キャスターパートナーが井ノ原と知った際「アイドルと一緒に司会と聞いて、こりゃ偉いことになった」と思っていた。司会といってもあくまで“お飾り”と思い、コメントを用意したり、失言をフォローしたり、機嫌をとったりしなくてはならないだろうと頭を抱えていた。しかし、その後「今や、私の方が失言する。私の方が機嫌を取ってもらっている。私の言葉足らずを、イノッチがフォローしてくれる」と発言していた。
2013年7月8日は、同年6月15日にテレビ大阪『たかじんNOマネー〜人生は金時なり〜』を降板した準レギュラーの水道橋博士（浅草キッド）に対し、冒頭で井ノ原が「今日、博士は最後まで居てくれるんですか」と質問し「あっ、今日は降板しませんので」と本人が返すやり取りがあった。
当番組で準レギュラーを務めた渡辺徹は当番組に出演する度に短縮放送となることが多く、不満を漏らしていた。
TBS系列では2005年春改編から、5時30分 - 8時30分に『みのもんたの朝ズバッ!→朝ズバッ!』、8時30分 - 9時55分に『はなまるマーケット』（先述）を編成してきた。しかし、TBSでは2014年春改編で『あさチャン!』（『朝ズバッ!』の後継番組）の終了時刻を8時、『いっぷく!』（『はなまるマーケット』の後継番組）の基本放送枠を8時 - 9時55分に設定。このような編成の背景には、朝ドラおよび当番組への対策などが挙げられている。
国分太一（TOKIO）を起用した『いっぷく!』の開始が発表された当時、この影響を受ける形で井ノ原・有働が2014年3月をもって当番組を降板するとの報道もあった。
しかし、これは実現とならず『いっぷく!』開始後、当番組と『いっぷく!』では局の垣根を越えて互いに番組内でエールを送り合う場面が多々見られた（『ビビット』になってからも同様の場面があった）。
2016年6月24日の「プレミアムトーク」に片岡愛之助が出演。愛之助が当時の裏番組『スッキリ!!』（後の『スッキリ』。日本テレビ系列）を毎日見ているという雑誌のインタビュー記事を紹介し、井ノ原が「見ます、今?」とジョーク交じりに愛之助に同番組を見ながら番組を進行することを提案すると、有働は「電波法とか…難しいわ、それは」と止めた。愛之助が「最近変わって（見ているのは）『ビビット』なんです」とこれまた裏番組のタイトルを挙げて冗談で応じると、有働は思わず立ち上がって抗議。井ノ原は「太一くんの手前もあるし、それはしょうがない。太一くん、頑張って!」とカメラに向かって笑顔で手を振った。国分は『ビビット』生放送中に井ノ原の発言を知ったようで、番組のラストで言及。「イノッチが裏で僕のことをいっぱい喋ってるみたい。イノッチ、後でメールするわ!」と笑顔でメッセージを返していた。
『はなまるマーケット』で薬丸と共に司会を務めた岡江久美子は2017年7月5日以降、2020年4月23日に逝去するまで当番組に不定期出演した。岡江の逝去後には夫の大和田獏や娘の大和田美帆もゲスト出演することがある。
2021年3月26日までの裏番組『情報プレゼンター とくダネ!』（フジテレビ系列。1999年4月開始）の総合司会を務めた小倉智昭は当番組を意識していたことを表明していた。また、有働とは、コンサートで顔を合わせることもあるが、あまり口を利かないという。小倉は有働をライバル視していた。小倉が2017年5月30日の『ごごナマ』で有働のことをライバルと公言した後、有働は小倉に「ライバルなんて言っていただいて光栄です」と手紙を送った。小倉はこの手紙を宝物として飾っている。また、2025年3月13日放送分には2012年7月 - 2017年9月まで『とくダネ!』のサブキャスターを務めた菊川怜の出演も実現した。
有働が50代を目前とする状況を踏まえ「プライベートを充実させたい。年齢的にも自分の時間がほしい」と希望して降板を申し入れたとの報道が2018年初頭にあったが、有働自身の口から否定した。また、井ノ原も「有働さんが降りるなら自分も」「誰か1人が辞めるなら、皆で辞めた方が良い」との意向となり、柳澤と3人揃っての降板となった。降板は正式発表前に各所で報じられていた。井ノ原・有働の降板に伴いNHK側は当番組を継続するかどうかも含めて検討したが、番組自体は継続することになった。華丸・大吉・近江時代にも視聴率低下（先述）の影響で華丸・大吉の降板や打ち切りの可能性が報じられたことがあった。
当番組降板翌日にNHKを退職した有働は「新生『あさイチ』の邪魔をしたくない」という思いから退職をNHKの同僚にもほとんど明かさなかった。
当番組降板後も井ノ原と有働はメールをするなど交流を続けている。当番組降板後も日本テレビやテレビ朝日（後述）の番組で共演することもある。
井ノ原や有働は降板後、裏番組に出演することもある。降板後、有働と柳澤は当番組にゲスト出演したこともある。
篠山と雨宮は当番組での出会いがきっかけで2019年1月11日に結婚したが、後に離婚した。
2019年2月8日の「プレミアムトーク」に生田斗真が出演した際、弟であるフジテレビアナウンサーの生田竜聖もVTR出演し、斗真のプライベートの一面を赤裸々に語った。
2019年4月19日発売の『FRIDAY』に大吉が『たまむすび』での共演者・赤江珠緒との芝生デートを報じられ、同日の放送で直接騒動には触れなかったが、声枯れを起こす一幕があった。
2021年3月限りでNHKを退職するために降板した近江は有給休暇のため同年3月5日が最終出演日となった。同日の出演の際には、視聴者から近江に関するFAXが1,000通以上番組に届いた。番組最後に、4月以降はフリーには転身せずにマスコミ業界から完全に身を引き、街作りの仕事に関わることになったことを本人が発表。「これまで、もともと建物を見るのも好きであったのですけど『ブラタモリ』で全国各地を歩かせていただいた経験や災害報道の現場で防災や減災とかを学ばせていただいたことを役立てられると思う。なにより『あさイチ』でたくさんの生活の知恵を学ばせていただいた。そういうものを生かしていい街を作り、みなさんに恩返ししたい」とNHKでの経験をフル活用することを約束した。
2023年5月12日の「プレミアムトーク」には裏番組『ZIP!』（日本テレビ系列）のMCを務める日本テレビアナウンサー・水卜麻美と結婚した直後であった中村倫也が出演。大吉が「言われ飽きたと思いますが、この度はご結婚おめでとうございます」と祝福し、中村が「ありがとうございます」と笑顔を浮かべた。続けて大吉が「裏の方で奥様も働かれていて…。一応（水卜に）確認しました。『来られますか?』と。『ノーコメント』と言われました（笑）」とも語った。
『日刊ゲンダイDIGITAL』2025年8月17日付は「視聴者から高校野球より『あさイチ』を放送してほしい」という声が上がっていることを報じている。

## 派生番組

### 夜だけど…あさイチ
ゴールデン時間帯に放送された特別版。朝に視聴できない視聴者や放送時間に在宅していない家族と一緒に観ることを想定して、通常より踏み込んだテーマを放送した。
2012年2月25日に「夜なのにあさイチ 漢方スペシャル」、2014年8月11日に「夜だけど…あさイチ 家庭内別居スペシャル」、同年12月27日に「夜だけど…あさイチ 母が重たいスペシャル」をそれぞれ生放送した。

### あさナビ
2020年東京オリンピック・パラリンピックの期間中は、当番組の放送時間帯に「東京2020オリンピック あさナビ」「東京2020パラリンピック あさナビ」を放送した。
当番組キャスターの華丸・大吉・鈴木、リポーターの上條がキャスターを担当し、当日に行われる注目競技や活躍が期待される選手などを紹介した。
パラリンピック期間中は「ユニバーサル放送」として、障害の有無にかかわらずに楽しめるように聞いただけや見ただけでも分かる内容を放送したほか、リアルタイム字幕放送での字幕の時差を解消するために、遅延送出システムを使って映像の放送を30秒遅らせて音声と字幕が同じタイミングで見られる「ぴったり字幕」を取り入れた放送を行った。
なお、この期間は朝ドラ受けは実施しなかった。
放送日時
当番組の放送がない土曜日・日曜日も放送された。
放送時間：8時15分 - 9時ごろ
- 東京2020オリンピック あさナビ
  - 2021年7月24日 - 8月5日[195][注 47]
- 東京2020パラリンピック あさナビ
  - 2021年8月25日 - 9月3日[196]

## 関連番組
- NHK紅白歌合戦
  - 有働曰く「『あさイチ』の姉妹番組」。
  - 同番組も当番組と同様『NHKニュース』（20時55分 - 21時）を中断した上で放送。
  - 2010年 - 2016年、2020年・2021年に12月の放送で紅白の特集企画を行った。
  - 有働は2012年 - 2015年に総合司会（当番組での実績を買われての抜擢。「第63回NHK紅白歌合戦」の項を参照）、2017年に横浜アリーナから中継出演した桑田佳祐のリポートを担当。
  - 2014年は当番組内で紅白の司会発表会見を生中継したほか、同年から2016年まで井ノ原の属するV6が出場した（出場歌手発表会見でも井ノ原・有働が共演した。詳細は「第65回NHK紅白歌合戦」の項を参照）。また、同年度上半期の朝ドラ『花子とアン』コーナー直後には、井ノ原・有働が“朝ドラ受け”のスタイルで登場し、次のコーナーへの進行を務めた。
  - 2015年は井ノ原が初めて白組司会を担当。井ノ原・有働が共同司会となった（当番組での実績を買われての抜擢。「第66回NHK紅白歌合戦」の項を参照）。また同年度上半期の朝ドラ『まれ』出演者でゲスト審査員の土屋太鳳と大泉洋とのトークで、井ノ原が大泉をイジり倒した。
  - 当番組を担当していた縁で井ノ原が同回の白組司会に起用されたことが「SMAP解散騒動」と関連があるとの報道もある。SMAP解散後、「プレミアムトーク」ゲストとして元SMAPのメンバーである木村拓哉・草彅剛・香取慎吾・稲垣吾郎が出演したこともある（先述）。
  - 鈴木は2023年に『紅白ウラトークチャンネル』、2024年に司会を担当。
- 思い出のメロディー
  - 1969年 - 2019年の51年間、毎年8月に放送されたNHKの大型公開音楽番組。2011年の司会を井ノ原・有働が務めた。
- 情報LIVE ただイマ!
  - 2012年4月13日 - 2013年2月8日にNHK総合で金曜日の22時台に生放送された情報番組。当番組と同じスタッフが制作を担当し、当番組で取り上げた内容を再特集することが多かった。なお『ただイマ!』の仮タイトルは『よるイチ』であった。
- テレビ60年 連続テレビ小説“あなたの朝ドラって何!”
  - 2013年1月5日に有働・松田司会により、当番組のフォーマットで放送された朝ドラ関連の特別番組。
- TV60 日テレ×NHK 60番勝負
  - 2013年2月2日に日本テレビ系列で放送されたNHK・日本テレビ共同制作による特別番組。
  - 有働が司会、室井がゲスト出演。また『60番勝負』の告知として同年2月1日の当番組に当時日本テレビアナウンサーの桝太一が出演（桝のNHK初出演）。
- 花子とアン
  - 2014年度上半期の朝ドラ。登場人物の1人である木場朝市（演者：窪田正孝）の名前は当番組に由来。
- NHK90時間ラジオ〜もっと届け、大切なこと〜
  - 2015年3月19日にラジオ第1と同時放送。
- ニュース シブ5時
  - 2015年3月30日 - 2022年3月31日にNHK総合で平日の夕方に生放送された報道番組。NHK内では当初「夕方版『あさイチ』」と位置付けられていた。2013年度に当番組のリポーターを務めた寺門が初代MCに起用された（寺門は2025年度から当番組のリポーターに復帰）。なお、2018年4月10日から最終回までは朝ドラアンコール枠から接続していたが、当番組などとは異なりキャスター陣が朝ドラに触れることは、ほとんどなかった。
- NHKスペシャル
  - 井ノ原・有働が進行する特別番組が放送されたことがあった。
- 600 こちら情報部
  - 1978年4月3日 - 1984年3月16日にNHK総合で平日の18時台に放送された子供向け情報番組。2020年度に華丸・大吉がリモート出演期間中、大吉が私物として紹介した同番組のキャラクター「ロクジロー」の人形がスタジオからの出演に戻って以降、セットに小物として置かれている。
- スッキリ
  - 2006年4月3日 - 2023年3月31日に日本テレビ系列で平日の朝に生放送された朝のワイドショー・裏番組。
  - 華丸・大吉が所属する吉本興業の先輩・加藤浩次がMCを担当。
- ラヴィット!
  - 2021年3月29日からTBS系列で平日の朝に生放送されている情報バラエティ番組・裏番組。
  - ラジオ第1『すっぴん!』のパーソナリティかつ「日本一早い!大喜利コーナー」担当であった川島明（麒麟。華丸・大吉の所属する吉本興業の後輩）を司会者に起用したことで大喜利番組状態と化している。
- DayDay.
  - 2023年4月3日から日本テレビ系列で平日の午前中に生放送されている情報番組・裏番組。先述した『スッキリ』の後継番組。武田真一・山里亮太（南海キャンディーズ。華丸・大吉の後輩。『スッキリ』でもコーナーのナレーターを担当していた）・黒田みゆ（同局アナウンサー）がMCを務めている。武田はNHK時代の2016年10月10日（先述）にゲスト出演歴があるほか、同番組開始後も山里の相方である山崎静代が当番組にゲスト出演することもある。また、2023年10月20日（先述）の「プレミアムトーク」には同年度下半期の朝ドラ『ブギウギ』の宣伝を兼ねて山里の妻である蒼井優が出演した。
- 有働Times
  - 2024年10月6日からテレビ朝日系列で日曜日の夜に生放送されている報道・情報番組および有働の冠番組。当番組の裏番組であるテレビ朝日制作平日午前のワイドショー番組（『スーパーモーニング』→『モーニングバード』→『羽鳥慎一モーニングショー』）の出演者である玉川徹が不定期出演している。また、同年12月29日の拡大版には井ノ原がゲスト出演し、井ノ原・有働の再共演が実現したほか、冒頭では前座番組『ポツンと一軒家』（朝日放送テレビ制作）を観た2人が同番組の感想を語った。

以下は「朝ドラ受け」に関連する番組。
- NHKニュースおはよう日本・関東甲信越
  - 番組エンディングに朝ドラの宣伝を行う「朝ドラ送り」をする場合がある（他地区のローカルニュースでも「朝ドラ送り」を行うようにもなっている）。なお、当番組のキャスター陣は『おはよう日本・関東甲信越』の「朝ドラ送り」も視聴することがあり「朝ドラ送り」の内容に触れたこともある。逆に『おはよう日本・関東甲信越』のキャスター陣も「朝ドラ受け」を視聴しており「朝ドラ受け」の内容に触れたこともある。2024年9月17日から同月下旬まで『おはよう日本・関東甲信越』のエンディングで2番組でクロストークを行い、当番組出演者が当番組の告知のほか同年度上半期『虎に翼』への「朝ドラ送り」を行った。
- 週刊ニュース深読み
  - 2011年4月9日 - 2018年3月24日にNHK総合で土曜日の朝に放送されたニュース解説番組。キャスター陣が「朝ドラ受け」を行うことがあった。特に朝ドラ最終回の日は、大々的にこの演出を行う場合があった。
- 暦の上ではディセンバー これで見おさめ! じぇじぇじぇ!“あまちゃん祭り”▽「あまちゃん」第1～6週のダイジェスト
  - 2013年12月30日に放送された2013年度上半期の朝ドラ『あまちゃん』の総集編。番組ラストに当番組の特別編が挿入され、井ノ原・有働による番組感想トーク（通称「あま受け」）の特別版が行われた。
- ごごナマ
  - 2017年4月3日 - 2021年3月18日にNHK総合で平日の午後に生放送された大型情報番組。再放送分に触れる日があった。
  - 2017年3月17日の「プレミアムトーク」（先述）に月曜日 - 木曜日版のMCを務めた船越英一郎が出演して同番組の宣伝をしたほか、2021年1月6日の同番組に井ノ原がゲスト出演し当番組時代や有働との共演について語る場面があった。
- 列島ニュース
  - 2020年4月20日からNHK総合で平日の午後に生放送されている『NHKニュース』の地域報道番組。再放送や朝ドラアンコール作品に触れる日がある。
- ニュースLIVE! ゆう5時
  - 2022年4月4日 - 2024年3月7日にNHK総合で月曜日 - 木曜日の17時台に生放送された報道番組。先述した『シブ5時』の後継番組。朝ドラアンコール作品に触れる日があった。
- News zero
  - 2006年10月2日から日本テレビ系列で平日の深夜に生放送されている報道番組。有働が当番組降板およびNHK退職をした半年後である2018年10月1日から2024年3月28日まで2代目MCを務めた。有働は水曜日では当番組での経験を活かす形で『水曜ドラマ』の感想を述べることもあった。
- ワイド!スクランブル
  - 1996年4月1日からテレビ朝日系列で平日の日中に生放送されているワイドショー番組。2024年11月6日のように裏番組となるケースもある。柳澤が当番組を降板した半年後かつNHK退職をした直後である2018年10月からコメンテーターとしてレギュラー出演している。井ノ原が主演を務める同局系ドラマ『特捜9』の宣伝で同番組にゲスト出演し、柳澤と再共演が実現したこともある。また、朝ドラ再放送の裏番組であるほか、一時期『徹子の部屋』や『帯ドラマ劇場』から直結していたためMCの大下容子（同局アナウンサー）らが『徹子の部屋』の受けや「昼ドラ受け」をすることもあった。